# Gravidanza anembrionica
Una gravidanza anembrionica (definita anche uovo rovinato, dall'inglese blighted ovum) è una condizione clinica in cui, come conseguenza dell'impianto in utero di un ovulo fecondato, non si sviluppa né un embrione, né il suo sacco vitellino.

## Epidemiologia
Si presenta in circa un terzo dei casi di aborto spontaneo, in presenza di un'alta incidenza di aberrazioni cromosomiche (circa due terzi dei casi, una differenza tuttavia non statisticamente significativa rispetto agli aborti precoci, in cui alterazioni del cariotipo sono presenti in oltre la metà dei casi). Le alterazioni più comuni sono le trisomie.

## Esami di laboratorio e strumentali
La diagnosi è sostanzialmente ecografica e deve essere confermata una settimana dopo il primo riscontro di un sacco gestazionale vuoto, che cresce in dimensioni coerentemente a quello presente in gravidanze normali. La presenza di un sacco gestazionale di almeno 18 mm o in presenza di una concentrazione di hCG superiore o uguale a 5100 mIU/mL in assenza di riscontri ecografici della presenza dell'embrione in più valutazioni ripetute sono solitamente sufficienti per la diagnosi, che solitamente viene effettuata intorno alla 6ª-7ª settimana di gravidanza. Anche la presenza di un sacco gestazionale di 13 mm in assenza di sacco vitellino può essere ritenuta diagnostica.